# 건축법규

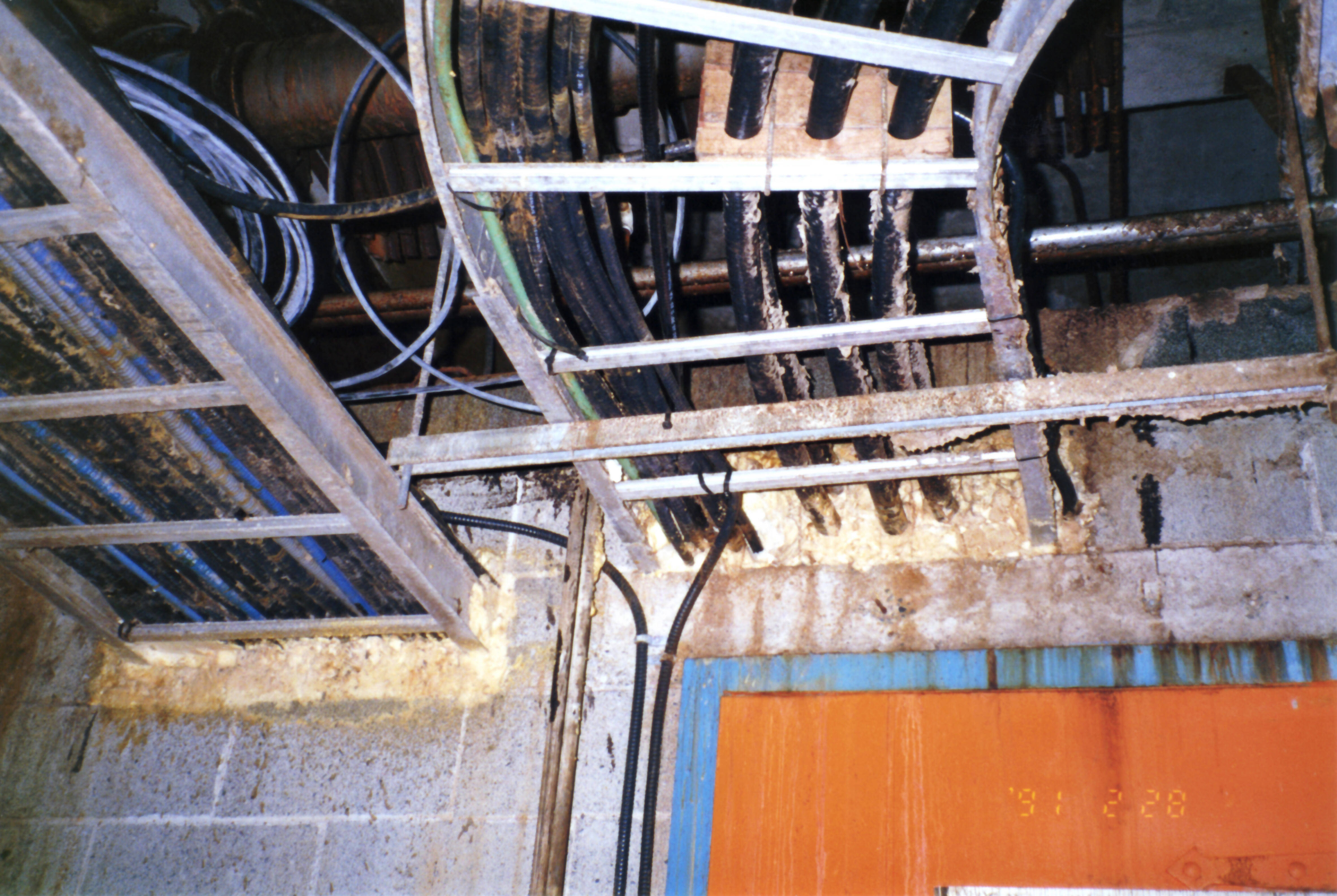
코드 위반: 이 내화 콘크리트 블록 벽은 케이블 트레이와 케이블에 의해 관통되었다. 구멍은 벽의 내화성을 복원하기 위해 내화재로 막아야 한다. 대신 가연성 폴리우레탄 폼으로 채워져 있다.

건축법규, 빌딩 코드(building code) 또는 건축 규제는 건축물 및 비건축물 구조와 같은 건설 대상에 대한 표준을 명시하는 규칙 집합이다. 건축물은 일반적으로 지방 의회로부터 건축 허가를 받기 위해 법규에 따라야 한다. 건축법규의 주된 목적은 건축물의 건설 및 점유와 관련된 공중보건, 안전 및 일반 복지를 보호하는 것이다.구조물 — 예를 들어, 많은 국가의 건축법규는 엔지니어가 신축 건물 설계 시 토양액상화의 영향을 고려하도록 요구한다. 건축법규는 해당 정부 또는 민간 기관에 의해 공식적으로 제정될 때 특정 관할권의 법이 된다.
건축법규는 일반적으로 건축가, 공학자, 실내 디자이너, 건설업자 및 독립기관에 의해 적용되도록 의도되었지만, 화재 안전 조사관, 환경 과학자, 부동산 개발업자, 하도급업자, 건축 제품 및 자재 제조업체, 보험 회사, 시설 관리자, 임차인 및 기타 여러 목적으로도 사용된다. 법규는 법으로 채택된 구조물의 설계 및 건설을 규제한다.
건축법규의 예는 고대부터 시작되었다. 미국에서는 주요 법규가 국제 건축법 또는 국제 주택법(IBC/IRC), 전기 법규 및 배관, 기계 법규이다. 50개 주와 컬럼비아 특별구는 주 또는 관할권 수준에서 I-Code를 채택했다. 캐나다에서는 캐나다 국립 연구회에서 국가 모델 코드를 발행한다. 영국에서는 건축 규정 준수가 건축 통제 기관, 즉 승인된 검사관 또는 지방 당국 건축 통제 부서에 의해 모니터링된다. 작업이 수행되었지만 당시 검사가 이루어지지 않은 경우, 건축 통제 정규화 비용이 적용된다.

## 종류
건축법규를 개발, 승인 및 집행하는 관행은 국가마다 크게 다르다. 일부 국가에서는 정부 기관 또는 준정부 표준화 기구가 건축법규를 개발하고, 중앙정부가 전국적으로 이를 집행한다. 이러한 법규는 국가 건축법규로 알려져 있다(전국적으로 의무적으로 적용된다는 의미에서).
안전 및 화재 규제 권한이 지방 당국에 부여된 다른 국가에서는 모델 건축법규 시스템이 사용된다. 모델 건축법규는 관할 권한을 가진 기관이 채택하거나 개조하지 않는 한 법적 지위가 없다. 모델 법규 개발자는 공공 기관이 법률, 조례, 규정 및 행정 명령에 모델 법규를 참조하도록 권고한다. 이러한 법적 문서에 참조될 경우 특정 모델 법규는 법이 된다. 이러한 관행을 '참조에 의한 채택'이라고 한다. 채택 기관이 채택된 모델 법규의 일부를 삭제, 추가 또는 수정하기로 결정하는 경우, 법적 목적을 위해 이러한 수정 사항을 문서화할 수 있는 공식적인 채택 절차를 따르도록 모델 법규 개발자가 일반적으로 요구한다.
일부 지방자치체가 자체 건축법규를 개발하는 경우도 있다. 한때 미국의 모든 주요 도시는 자체 건축법규를 가지고 있었다. 그러나 건축 규제를 개발하는 복잡성과 비용이 계속 증가함에 따라, 사실상 국내의 모든 지방자치단체는 대신 모델 법규를 채택하기로 결정했다. 예를 들어, 2008년 뉴욕시는 국제 건축법의 맞춤형 버전을 선호하여 자체적인 1968년 뉴욕시 건축법규를 포기했다. 시카고시는 시카고 지방자치법의 일부로 도시가 자체적으로 개발한 건축법규를 계속 사용하는 미국 유일의 지방자치체이다.
유럽에서는 유로코드: 구조 설계의 기초가 기존의 국가 건축법규를 대체한 범유럽 건축법규이다. 각 국가는 이제 유로코드의 내용을 현지화하기 위한 국가 부록을 가지고 있다.
마찬가지로, 인도에서는 각 지방자치단체와 도시 개발 당국이 자체 건축법규를 가지고 있으며, 이는 해당 관할권 내의 모든 건설에 의무적이다. 이 모든 지방 건축법규는 건축 활동 규제를 위한 지침을 제공하는 모델 법규인 국가 건축법규의 변형이다.

### 범위
건축법규의 목적은 구조적 무결성, 기계적 무결성(위생, 급수, 조명 및 환기 포함), 비상 탈출 수단, 화재 예방 및 통제, 에너지 절약 등 안전, 건강 및 일반 복지에 대한 최소 기준을 제공하는 것이다.
건축법규는 일반적으로 다음을 포함한다.
- 구조, 배치, 크기, 용도, 벽체 조립, 창문 크기/위치, 탈출 규칙, 방 크기/위치, 기초, 바닥 조립, 지붕 구조/조립, 에너지 효율, 계단 및 홀, 기계, 전기, 배관, 현장 배수 및 저장, 가전제품, 조명, 고정 장치 표준, 점유 규칙 및 수영장 규정에 대한 표준
- 주차 및 교통량 영향에 관한 규칙
- 화재 위험을 최소화하고 비상 사태 발생 시 안전한 대피를 보장하기 위한 화재 규정 규칙
- 특히 재해 발생 지역이나 실패 시 치명적일 수 있는 매우 큰 건물에 대한 지진 (내진 설계), 허리케인, 홍수 및 지진해일 저항성 요구 사항
- 특정 건물 용도에 대한 요구 사항(예: 가연성 물질 저장 또는 다수의 사람 수용)
- 에너지 조항 및 소비
- 할아버지 조항: 건물이 개조되는 경우가 아니면 건축법규는 일반적으로 기존 건물에는 적용되지 않는다.
- 구성 요소에 대한 규격
- 허용되는 설치 방법론
- 최소 및 최대 실내 천장 높이, 출구 크기 및 위치
- 작업을 수행하는 개인 또는 법인의 자격
- 고층 구조물의 경우 항공기 안전을 위한 충돌 방지 표식

건축법규는 일반적으로 용도지역 조례와는 별개이지만, 외부 제한(예: 후퇴 거리)은 두 가지 범주 중 하나에 속할 수 있다.
설계자는 설계 시 상당한 참고 서적을 사용하여 건축법규 표준을 적용한다. 건축 부서는 건설 전에 제출된 계획을 검토하고, 허가를 발급하며, 검사관은 건설 현장에서 이러한 표준의 준수 여부를 확인한다.
종종 주거 또는 사업장, 그리고 캐노피, 간판, 보행자 통로, 주차장, 라디오 및 텔레비전 안테나와 같은 특수 건설 대상에 적용되는 더 구체적인 요구 사항을 가진 추가 법규 또는 동일한 건축법규의 섹션이 있다.

## 비판
건축법규는 주택 위기에 기여하고 새로운 주택 비용을 어느 정도 증가시킨다는 비판을 받아왔으며, 여기에는 다른 관리자 간의 상충되는 법규도 포함된다. 제안된 개선 사항에는 건축법규에 대한 정기적인 검토 및 비용-편익 분석, 저비용 건설 자재 및 대량 생산에 적합한 건축법규의 홍보, 관료주의 감소 및 투명성 증진 등이 있다.

## 역사

### 고대
건축법규는 오랜 역사를 가지고 있다. 알려진 가장 초기 건축법규는 기원전 1772년경의 함무라비 법전에 포함되어 있다.
히브리어 성경의 신명기는 사람들이 떨어지는 것을 막기 위해 모든 집에 여장을 설치해야 한다고 규정했다.
중국 예기에는 조상 사당과 집이 고대에 일정한 표준 길이를 가져야 한다고 언급되어 있다. 고대 중국에서는 토지를 추 또는 정전법으로 측정했기 때문에 정확한 측정이 중요했지만, 실제 길이의 대부분은 사라지거나 불분명하다.
고대 일본에서는 어떤 관리가 한 귀족의 집이 그의 신분보다 크다는 이유로 그 집을 파괴했다.

### 근현대

#### 프랑스
파리에서는 프랑스 제2제국(1852–70) 기간 동안 도시의 많은 부분이 재건되면서 거대한 아파트 블록이 세워졌고 건물의 높이는 법으로 최대 5~6층으로 제한되었다.

#### 영국
1666년 런던 대화재 이후, 밀집된 목조 주택을 통해 불이 너무 빨리 퍼질 수 있었기 때문에, 같은 해에 최초의 중요한 건축 규제인 1666년 런던 재건법이 통과되었다. 매튜 헤일 경이 작성한 이 법은 도시의 재건을 규제하고, 주택에 어느 정도 내화 성능을 요구하며, 시티오브런던 법인이 도로를 다시 개통하고 넓히도록 권한을 부여했다. 인디아 법은 1680년대 스페인 제국에 의해 스페인의 전 세계 식민지 전반에 걸쳐 도시 계획을 규제하기 위해 통과되었다.
최초의 체계적인 국가 건축 표준은 1844년 메트로폴리탄 건축법에 의해 확립되었다. 이 조항들 중에는 건축업자가 건축 전에 지구 측량사에게 이틀 전에 통지해야 하는 규정, 벽 두께, 방 높이, 수리에 사용되는 재료, 기존 건물의 분할 및 굴뚝, 벽난로 및 배수관의 배치 및 설계에 관한 규정, 그리고 도로가 최소 요구 사항에 따라 건설되어야 하는 규정이 시행되어야 했다.
메트로폴리탄 건축 사무소는 런던 전역의 건물의 건설 및 사용을 규제하기 위해 설립되었다. 측량사들은 주택과 사업장 건물의 표준을 개선하고 공중보건을 위협할 수 있는 활동을 규제하기 위한 건축 규정을 집행할 권한을 부여받았다. 1855년 이 사무소의 자산, 권한 및 책임은 메트로폴리탄 공공사업국으로 이전되었다.

#### 미국
볼티모어시는 1891년에 최초의 건축법규를 통과시켰다. 1904년 2월 볼티모어 대화재가 발생했다. 이후 다른 도시들과 일치하는 변경이 이루어졌다. 1904년에는 볼티모어 시 건축법 핸드북이 발행되었다. 이는 4년 동안 건축법규로 사용되었다. 곧 공식적인 건축법규가 초안되어 1908년에 최종 채택되었다.
1919년 보스턴 당밀 홍수를 야기한 탱크의 구조적 결함은 보스턴 건축 부서가 엔지니어링 및 건축 계산을 제출하고 서명하도록 요구하게 했다. 미국 도시 및 주들은 곧 주요 건물 계획에 등록된 전문 엔지니어의 서명을 요구하기 시작했다.
최근, 2015년 버클리 발코니 붕괴는 캘리포니아주의 발코니 건축법규에 대한 업데이트를 촉발시켰으며, 2025년에 시행될 예정인 이 업데이트에는 더 엄격한 재료 요구 사항, 강화된 하중 지지 표준 및 SB326 및 SB721로 알려진 의무 검사가 포함된다. 이 법률은 다가구 건물에 대해 6년마다 정기 검사를 의무화한다. 재산 소유주와 주택 소유자 협회는 검사 중에 발견된 구조적 또는 방수 문제를 해결하여 준수 및 안전을 보장해야 한다. 준수하지 않을 경우 벌금, 책임 증가 및 법적 결과가 초래될 수 있다.

##### 에너지 코드
미국의 현재 에너지 코드는 주 및 지방자치단체 수준에서 채택되었으며 국제 에너지 보존 코드(IECC)를 기반으로 한다. 이전에는 모델 에너지 코드(MEC)를 기반으로 했다. 2017년 3월 현재 다음 주택 코드가 주별로 부분적으로 또는 완전히 채택되었다.
- 2015 IECC 또는 동등 (캘리포니아, 일리노이, 메릴랜드, 매사추세츠, 미시간, 펜실베이니아, 뉴저지, 뉴욕, 버몬트, 워싱턴)
- 2012 IECC 또는 동등 (앨라배마, 코네티컷, 델라웨어, 컬럼비아 특별구, 플로리다, 아이오와, 미네소타, 네바다, 로드아일랜드, 텍사스)
- 2009 IECC 또는 동등 (아칸소, 조지아, 아이다호, 인디애나, 켄터키, 루이지애나, 몬태나, 네브래스카, 뉴햄프셔, 뉴멕시코, 노스캐롤라이나, 오하이오, 오클라호마, 오리건, 사우스캐롤라이나, 테네시, 버지니아, 웨스트버지니아, 위스콘신)
- 2006 IECC 또는 동등 (유타)
- 2006 IECC 또는 주 전체 코드 없음 (알래스카, 애리조나, 콜로라도, 캔자스, 메인, 미시시피, 미주리, 노스다코타, 사우스다코타, 와이오밍)

### 오스트레일리아
오스트레일리아는 국가 건축 코드를 사용한다.

## 같이 보기
- 건물 관리자
- 건축법
- 내진설계
- 에너지 효율 및 보존 블록 보조금
- 건설 개요
- 내진 설계
- 통일 기계 코드
- 토지 이용 변경 허가 – 용도지역 및 때로는 건축법 변경 허가